# Antiphrisson niger
Antiphrisson niger là một loài ruồi trong họ Asilidae. Antiphrisson niger được Lehr miêu tả năm 1970. Loài này phân bố ở vùng Cổ Bắc giới và châu Á.